# 1943 dans les Pyrénées-Orientales
Chronologie des Pyrénées-Orientales
- 1939
- 1940
- 1941
- 1942
- 1943
- 1944
- 1945
- 1946
- 1947

Cette page recense des événements qui se sont produits durant l'année 1943 dans les Pyrénées-Orientales.

## Chronologie

### Février
- 15 : création des Mouvements unis de la Résistance départementaux par la fusion des mouvements « Combat » « Franc-Tireur » et « Libération ».
- 19, à Prats-de-Mollo : arrestation de passeurs du réseau « Sainte-Jeanne ».
- 28 : création de la Milice des Pyrénées-Orientales. André Cutzach en est le commandant.

### Mars
- 23 : Camille Fourquet devient chef-adjoint des Mouvements unis de la Résistance départementaux.
- 25 : par arrêté, l'église Saint-André d'Évol est classée Monument historique[1].

### Avril
- 12 : le maire d'Err, Barthélemy Lledos est révoqué par arrêté du ministère de l'Intérieur.

### Mai
- au cours du mois, avant le 19, à Err : l'ancien maire révoqué le mois précédent, Barthélemy Lledos, est arrêté. Il sera libéré de la prison de Compiègne (Oise) le 26 avril 1944.
- 23 : 
  - arrestation par les forces d'occupation de l'ancien conseiller général et ancien député François Delclos, qui avait voté les pleins pouvoirs du maréchal Pétain en 1940 puis était entré en résistance. Il sera relâché le 8 septembre suivant.
  - arrestation de trente-quatre membres des Mouvements unis de la Résistance départementaux, dont leur chef, le commandant Viaux[2]. Le chef adjoint, Camille Fourquet, épargné, devient chef de ce mouvement. Pierre Gineste devient responsable départemental du Noyautage des administrations publiques.
- 28, à Valmanya : les Allemands tentent d'arrêter le résistant René Horte, instituteur du village. Celui-ci parvient à s'échapper. Les autorités arrêtent sa femme à sa place, et la déportent à Ravensbrück.

### Juin
- 1er : le résistant et instituteur René Horte est suspendu par l'Inspection académique. Il entre en clandestinité, et crée rapidement un maquis indépendant, s'engageant dans l'action violente.
- 20 : Dominique Cayrol devient le nouveau chef de l'Armée secrète des Pyrénées-Orientales en remplacement de Louis Torcatis, en fuite pour échapper aux forces allemandes.

### Août
- 5 : Jacques Henry, le préfet de Corse, est nommé préfet des Pyrénées-Orientales.
- 7, à Valmanya : quatre douaniers allemands tentent d'arrêter le résistant René Horte. Celui-ci blesse deux des douaniers et parvient à s'enfuir.
- 13, au Pla Guillem (plateau désert du massif du Canigou), accrochage entre René Horte (accompagné de cinq Espagnols) et une patrouille de huit soldats allemands. Quatre des allemands sont tués.
- (?) André Cutzach démissionne de son poste de chef de la Milice des Pyrénées-Orientales.
- 16 : le nouveau préfet, Jacques Henry, prend ses fonctions.

### Septembre
- 6 : par arrêté, la tour de l'église Saint-Sauveur d'Arles-sur-Tech est inscrite au titre de Monument historique[3].
- 8 : les autorités libèrent le résistant, ancien conseiller général et ancien député François Delclos, faute de preuves, qui avait été arrêté le 23 mai.

### Octobre
- 29 : Joseph Denoyés, président de la Chambre d'Agriculture des Pyrénées-Orientales, quitte cette fonction.
- 30, à la Collada Verda (dans le massif du Canigou, non loin du pla Guillem) : accrochage entre René Horte et quatre volontaires espagnols d'une part, et une patrouille allemande de huit soldats d'autre part. Cinq soldats allemands sont tués, deux blessés.

### Novembre
- 5 : Paul Balley est nommé préfet des Pyrénées-Orientales à la place de Jacques Henry.
- 15 : Paul Balley prend ses fonctions de préfet.
- 22, sur les flancs du Pic de Costabonne : René Horte et ses hommes tuent six douaniers allemands.

## Naissances
- 13 décembre, à Bages : Claude Barate, futur conseiller général et député du département.

## Décès
- 7 février à Perpignan : Philippe Roques (né en 1910), résistant et un des initiateurs du Conseil national de la Résistance. Arrêté la veille à la gare d'Argelès par la Gestapo, il est blessé en tentant de s'évader et succombe à ses blessures à l'hôpital de Perpignan[4].